# Cimitero di Gentilly
Il cimitero di Gentilly è un cimitero situato dentro l'area della città di Parigi, ma gestito dalla cittadina di Gentilly, sulla Val-de-Marne.

## Posizione
Il cimitero è situato nel XIII arrondissement di Parigi ed è delimitato dal boulevard périphérique, rue Louis-Pergaud, rue Francis-de-Miomandre (che separa lo Stadio Charléty), avenue Caffieri e rue de Sainte-Hélène.

## Sepolture illustri
Tra le sepolture di personaggi noti nel cimitero di Gentilly possiamo trovare:
- i 35 Fucilati della cascata del bosco di Boulogne;
- Madeleine Clervanne;
- Mony Dalmès;
- France Delahalle;
- Paulin Enfert;
- Gérard de Lacaze-Duthiers;
- Robert Lynen;
- Paulin Méry;
- France Roche;
- Raymond Souplex.